# Brånsjön (Vännäs socken, Västerbotten)
Brånsjön är en sjö i Vännäs kommun i Västerbotten och ingår i Umeälvens huvudavrinningsområde. Sjön har en area på 0,693 kvadratkilometer och ligger 73,9 meter över havet. Brånsjön ligger i Brånsjön Natura 2000-område. Sjön avvattnas av vattendraget Fiskbäcken.

## Delavrinningsområde
Brånsjön ingår i det delavrinningsområde (709404-169806) som SMHI kallar för Utloppet av Brånsjön. Medelhöjden är 106 meter över havet och ytan är 6,37 kvadratkilometer. Det finns ett avrinningsområde uppströms, och räknas det in blir den ackumulerade arean 19,06 kvadratkilometer. Fiskbäcken som avvattnar avrinningsområdet har biflödesordning 2, vilket innebär att vattnet flödar genom totalt 2 vattendrag innan det når havet efter 34 kilometer. Avrinningsområdet består mestadels av skog (33 procent), öppen mark (15 procent) och jordbruk (34 procent). Avrinningsområdet har 0,69 kvadratkilometer vattenytor vilket ger det en sjöprocent på 10,9 procent.